# Svatý Ludolf
Svatý Ludolf byl premonstrát a biskup v Ratzeburgu, zemřel mučednickou smrtí.

## Život
Datum Ludolfova narození není přesně známo, ví se pouze, že pocházel ze Saska (není však totožný s kartuziánem Ludolfem Saským, autorem spisu Vita Christi). Vstoupil do řádu premonstrátů a od roku 1236 byl biskupem v Ratzeburgu. Vedl bezúhonný život a potíral ve své diecézi bludy a jiné nežádoucí jevy. V závěru života vedl spor s vévodou Albrechtem Saským, který si neoprávněně přivlastňoval církevní majetek. Ludolf mu rovněž bránil ve zbourání církevních budov na pozemku, na kterém chtěl vévoda zřídit zahradu. Albrecht dal Ludolfa uvěznit. Ve vězení s ním bylo zacházeno velice krutě. S podlomeným zdravím byl propuštěn, na Zelený čtvrtek roku 1250 sloužil svou poslední Mši svatou a nedlouho poté zemřel.